# Hortamuseet
Hortamuseet (franska: Musée Horta, nederländska: Hortamuseum) är ett museum tillägnat den belgiske jugendarkitekten Victor Hortas liv och verk. Museet ligger i Hortas tidigare hem och ateljé (Maison & Atelier Horta; byggnaden uppförd 1898–1901) i stadsdelen Saint-Gilles i Bryssel. I jugendinteriören finns en permanent utställning av möbler, bruksföremål och konstföremål ritade av Horta och hans samtida liksom dokument med anknytning till hans liv och tid. Museet visar även tillfälliga utställningar om ämnen relaterade till Horta och hans konst. Byggnaden är tillsammans med tre andra byggnader i Bryssel, ritade av Horta, ett världsarv – Betydande verk av arkitekten Victor Horta i Bryssel.

## Bildgalleri

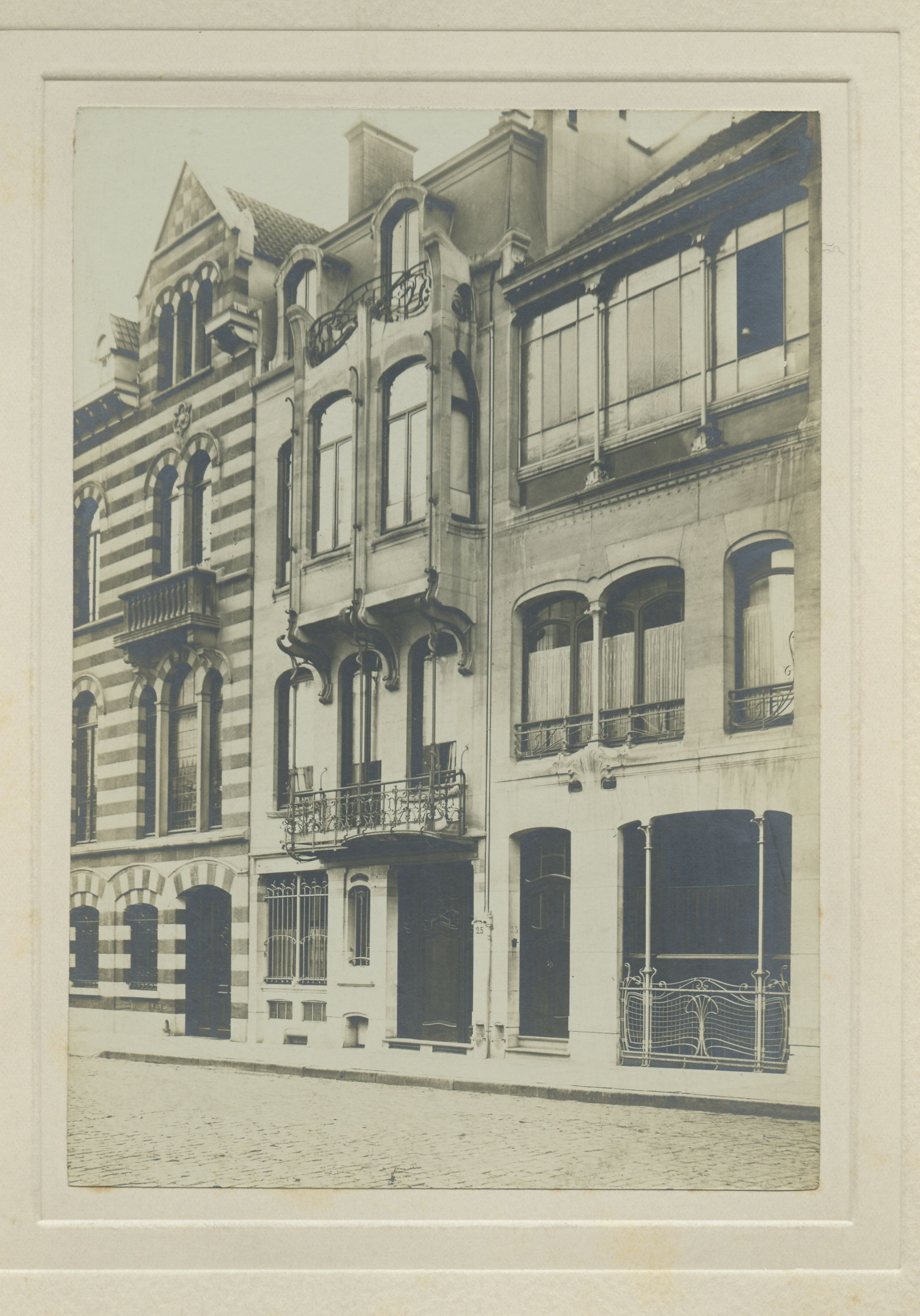
Maison Horta
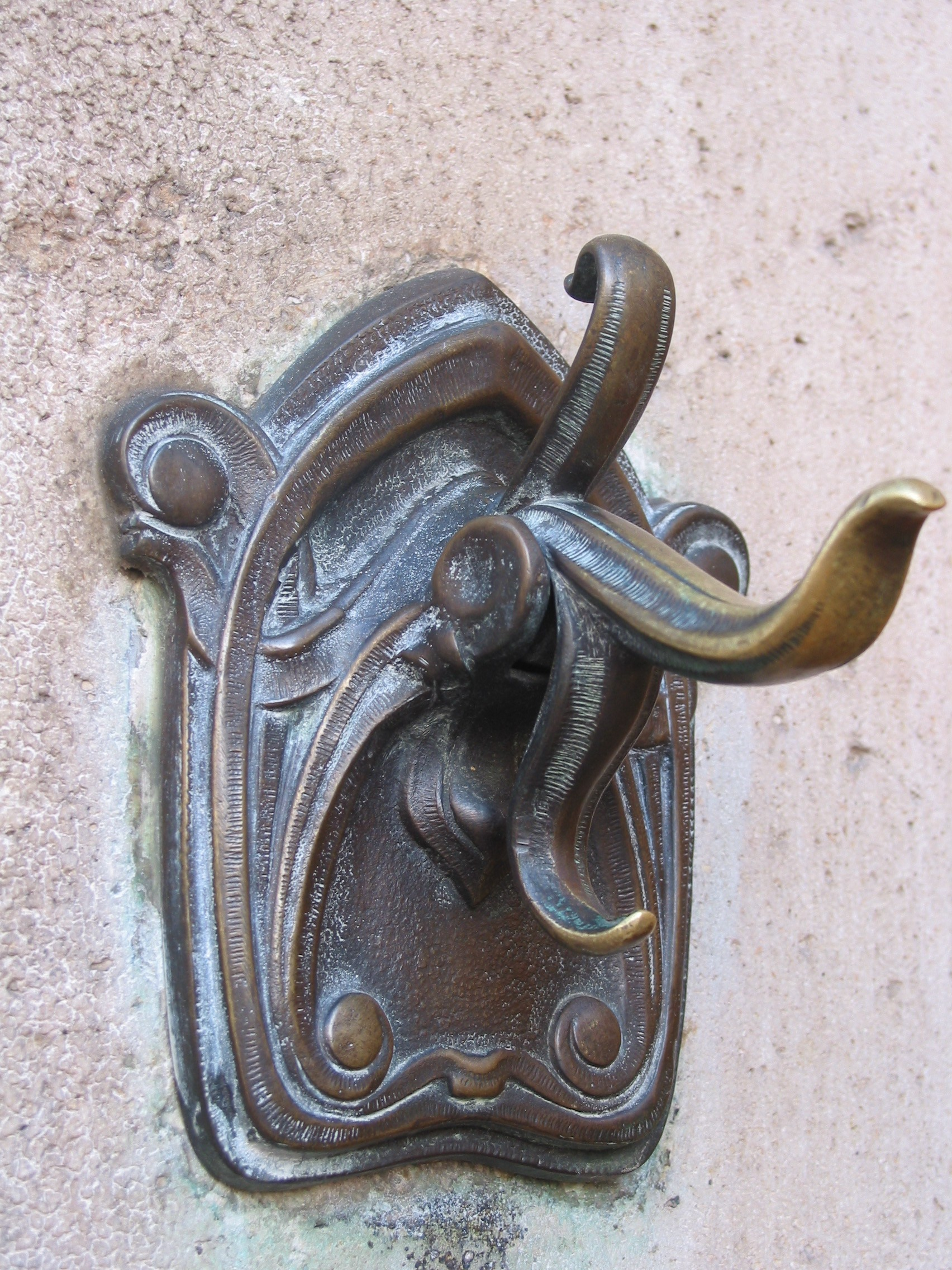
Dörrklocka
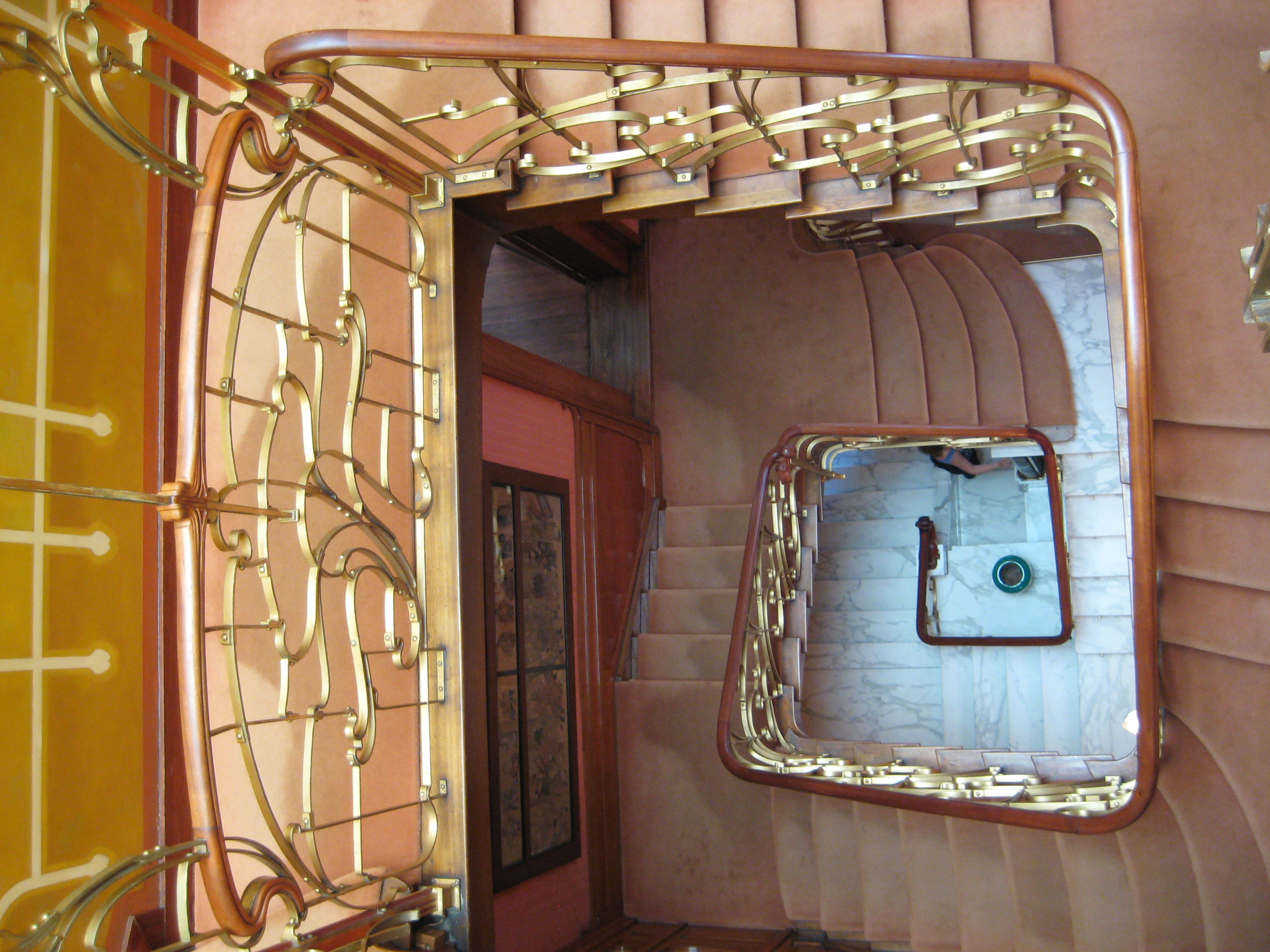
Trapphus
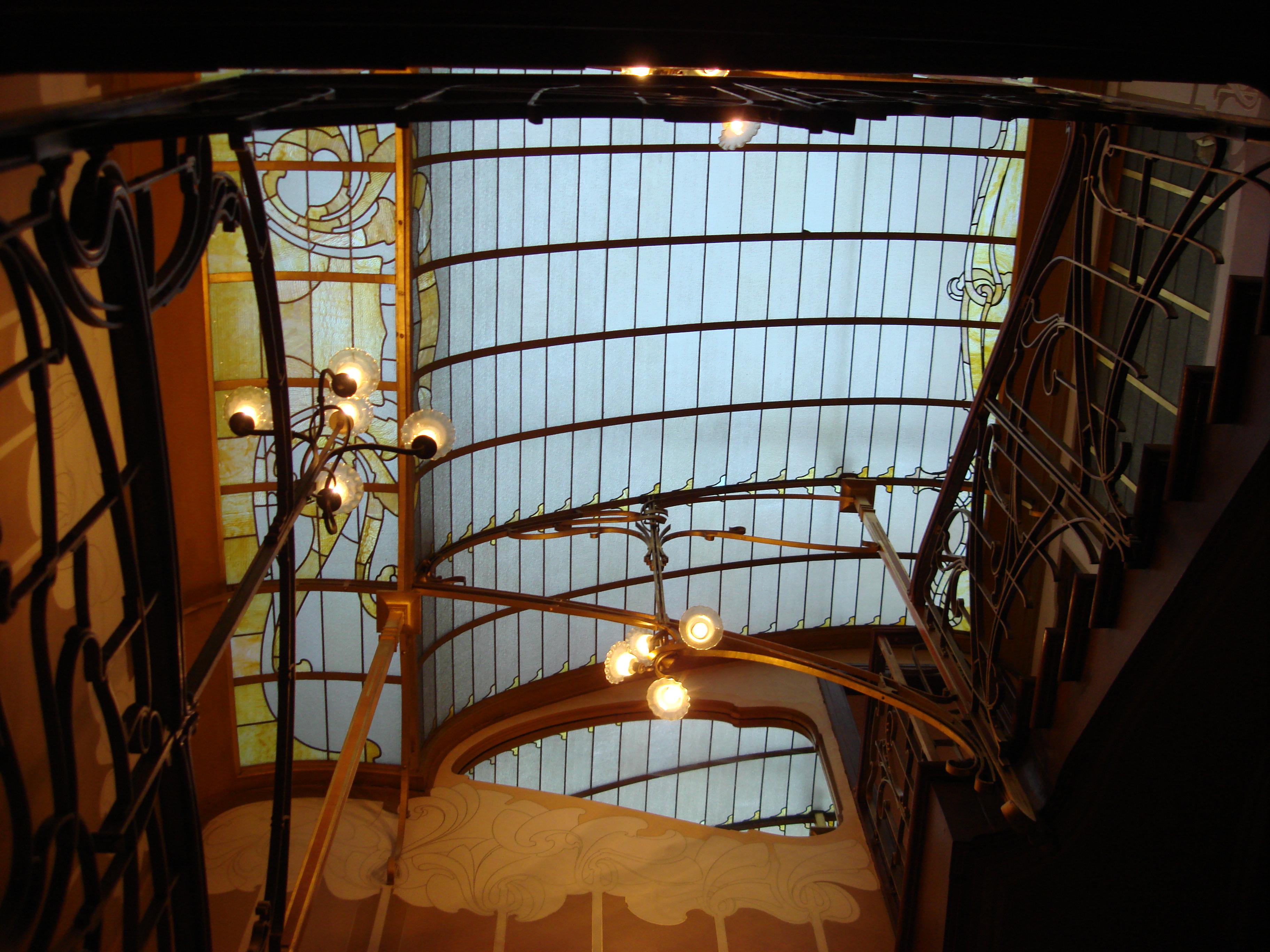
Trapphus

## Världsarvsstatus
År 2000 gav världsarvskommittén Hôtel van Eetvelde världsarvsstatus.
| ” | De fyra större stadshusen – Hôtel Tassel, Hôtel Solvay, Hôtel van Eetvelde och Maison & Atelier Horta – belägna i Bryssel och ritade av arkitekten Victor Horta, en av de första initiativtagarna till Art Nouveau, är en av de mest anmärkningsvärde banbrytande arkitekturverken i slutet av 1800-talet. Den stilistiska revolutionen representerad av dessa verk kännetecknas av deras öppna plan, ljusets spridning och den briljanta föreningen av kurviga linjedekorationer och själva byggnaden. | „ |